# Gary Wallis
Gary Wallis est un batteur, percussionniste, programmeur de batterie, producteur et directeur musical britannique. Il a travaillé avec un large éventail d'artistes et de groupes, dont Nik Kershaw, Pink Floyd, 10cc, Il Divo, Westlife, Girls Aloud, Atomic Kitten, Paul Carrack, Dusty Springfield, Bonnie Tyler, Mike Rutherford, Mike + The Mechanics, Tom Jones, Jean-Michel Jarre, Helene Fischer et Schiller,,.

## Début de carrière (1981-1986)
En tant que jeune batteur / percussionniste, Gary Wallis travaille avec un certain nombre de groupes britanniques de premier plan. 
De 1982 à 1984, il est le batteur de The Truth (en), aux côtés de Chris Skornia (orgue Hammond, claviers), Dennis Greaves (guitare), Mick Lister (guitare) et Brian Bethell (basse),.
Après avoir quitté The Truth, Wallis continue à se produire en tant que percussionniste avec Style Council (1984-1985). Il est invité par David Bowie à tenir les percussions au concert Live Aid au JFK Stadium de Philadelphie, le 13 juillet 1985, avec Robert Palmer et Power Station, ainsi que Duran Duran. 
Du milieu à la fin des années quatre-vingt, Wallis est batteur pour The Krew, le groupe accompagnant le chanteur guitariste Nik Kershaw (tournées Riddle et Radio Musicola) et Chris Farlowe (1988),. C'est lors d'un concert de Kershaw que le jeu de Garris Wallis énergique et sa configuration élaborée de percussions attirent l'attention des musiciens clés de Pink Floyd.

## Pink Floyd (1987-1994)
Wallis est principalement connu comme percussionniste de Pink Floyd à l'ère post-Waters aussi bien lors de concerts que sur les albums. Le batteur de Pink Floyd, Nick Mason décrit la première fois que David Gilmour et lui ont vu Wallis jouer : « Nous avons observé Wallis jouant des percussions avec Nik Kershaw lors d'un spectacle caritatif où Gilmour apparaissait également. Aucun de nous n'avait jamais rien vu de tel. Au lieu de s'asseoir pour jouer, Gary travaillait dans une sorte de cage remplie de percussions, dont certaines pièces étaient montées si haut qu'un bond de trois pieds était nécessaire pour frapper l'objet recherché. Avec ses talents musicaux évidents, cette mise en scène supplémentaire semblait un bonus idéal pour une scène qui semblait initialement être occupée par des morts-vivants. »
Wallis est invité à rejoindre Pink Floyd, jouant au cours de sa tournée A Momentary Lapse of Reason (qui sera publiée sous le nom de Delicate Sound of Thunder en 1988). Blake (2008, p. 328) décrit le jeu de Wallis comme un « style d'interprétation très visuel - frapper un assemblage de gongs, de tambours et de cymbales montés autour de lui dans une cage - était le contraste parfait avec l'approche considérablement plus restreinte de Mason. » Il continue à jouer avec Pink Floyd jusqu'à ce que le groupe fasse une pause après le dernier concert de la tournée au Festival Knebworth en août 1990. Wallis déclarera que se produire sur scène à Knebworth avec Pink Floyd (1990) fut l'un des moments les plus mémorables de sa carrière. 
De 1990 à 1992, Gary Wallis se produit aux côtés de divers membres de Pink Floyd dans différents groupes, dont Blue Pearl (1990), Dream Academy avec Gilmour et Guy Pratt (1991), et Jimmy Nail avec Gilmour (1992). En décembre 1991, Wallis se produit au concert du 30e anniversaire d'Amnesty International dans une formation dirigée par Gilmour. Lors de la représentation, ce groupe joue en ouverture de Tom Jones et Spinal Tap (en), le groupe de heavy metal « fictif ». Spinal Tap est connu pour sa succession de batteurs qui « prétendent être morts dans des circonstances étranges », et Wallis y est vu « en train d'exploser » à la fin de la représentation. L'année suivante, il se produit aux côtés de Gilmour et d'autres membres du groupe Pink Floyd au Chelsea Arts Ball. 
En 1993-94, Wallis joue des percussions lors de sessions pour l'album à venir de Pink Floyd, The Division Bell (1994). Il joue ensuite avec le groupe lors de la tournée mondiale The Division Bell tour (en), au cours de laquelle Pink Floyd enregistre l'album et la vidéo Pulse.
La même année, Wallis et Gilmour assistent à un concert à Croydon du groupe hommage The Australian Pink Floyd, invitant ensuite le groupe à assister à la soirée célébrant la fin de la tournée The Division Bell. The Australian Pink Floyd est également invité à jouer à la soirée du 50e anniversaire de Gilmour en 1996. Après la prestation du tribute band, les membres de Pink Floyd, y compris Wallis, empoignent les instruments des musiciens australiens et interprètent Money, What Do You Want from Me et d'autres chansons. 
Les kits de batterie utilisés par Wallis et Mason sur les DVD des tournées The Division Bell et Pulse proviennent de chez Drum Workshop (DW). Mason déclare à cette époque : « Gary Wallis et moi, nous nous sommes retrouvés avec une trentaine de tambours, vingt pads, une quarantaine de cymbales et d'innombrables autres morceaux de ferraille boulonnés aux élévateurs de batterie, une installation qui aurait dû nous qualifier pour le Turner Prize. »
Le jeu de Wallis avec Pink Floyd peut également être vu et entendu sur le coffret, The Later Years 1987–2019 (en).

## 10 cc (1993–1995)
Après la dissolution du groupe dans les années quatre-vingt, les quatre membres originaux du groupe britannique de rock 10cc se retrouvent en 1992 pour enregistrer de nouvelles chansons et interpréter des anciennes. Ils entreprennent par la suite une tournée au Japon en 1993, avec Gary Wallis comme batteur. Leur enregistrement en concert Alive in Japan comprend Eric Stewart (chant, guitare, claviers), Graham Gouldman (chant, basse, guitare), Rick Fenn (chant, guitare, basse), Stuart Tosh (en) (chant, percussions), Stephen Piggott (claviers) et Gary Wallis (batterie),. En 1995, 10cc sort son album Mirror Mirror (en) avec Gary Wallis jouant de la batterie et des percussions. 

## Jean Michel Jarre (1999-2000)
Gary Wallis se produit devant une foule de 50 000 personnes avec le musicien français Jean-Michel Jarre lors d'un concert de 12 heures Les douze rêves du soleil (en) aux pyramides de Gizeh le soir du Nouvel an 1999/2000. Le concert spectaculaire fait partie des festivités du millénaire de l'Égypte, lesquelles incluent une fête géante aux pyramides. Wallis joue de la batterie et des percussions aux côtés de Jean Michel Jarre (direction musicale, claviers, harpe laser, chant), Francis Rimbert (en) (claviers), Joachim Garraud (claviers), Christopher Papendieck (basse), ainsi que mille chanteurs, danseurs et musiciens,.

## Tom Jones (depuis 1991)
Wallis collabore à diverses tournées et concerts pendant deux décennies avec le légendaire chanteur gallois Sir Tom Jones, en tant que batteur et directeur musical, y compris en résidences à Las Vegas. 
De 2009 à 2011, Wallis participe à de nombreuses tournées avec Tom Jones, se produisant au Royaume-Uni, en Europe, aux États-Unis, en Amérique du Sud, en Australie, en Nouvelle-Zélande, en Asie du Sud-Est, en Afrique du Sud, au Moyen-Orient et en fédération de Russie. Les autres membres du groupe sur la tournée 2011 sont : Davide Bronze (guitare basse) ; Jamie Moses (en) (guitare) ; Toby Chapman (claviers) ; Lutz Rainer Krajenski (claviers) ; Laura Critchley (en) (chœurs) ; Sophie Hiller (choeurs) ; Francis Samuel Walden (saxophone) et Trevor Mires (trombone). Lors des premières tournées, Wallis travaille avec les musiciens Christoph Papendieck (claviers), Peter Honoré (guitariste), Alex Meadows (basse), Janet Ramus (choeurs) et Abbie Osmon (chœurs).
Wallis apparait en tant que batteur de Tom Jones au cours de grands concerts télévisés, notamment l'ouverture de la cérémonie de remise des prix BAFTA (British Academy of Film and Television Arts) en 2012 et le concert du Jubilé de diamant au palais de Buckingham. Il joue également lors de nombreux concerts avec Sir Tom en 2013, 2014, 2015 et en tournée mondiale en 2016.

## Mike and the Mechanics (depuis 1995)
De 1995 à 1999, Gary Wallis est le batteur de Mike + The Mechanics, travaillant avec Paul Young (chant), Mike Rutherford (de Genesis, guitare, basse), Paul Carrack (chant, clavier), Tim Renwick (guitare) et Jamie Moses (guitare).
En 1997, Wallis se produit avec le groupe de Paul Carrack dans le cadre de la promotion de l'album Beautiful World.
Wallis joue lors la tournée 1999 Mechanics tour, qui restera la dernière pendant plusieurs années, en raison de la mort prématurée de Paul Young. En 2003, un retour du groupe est annoncé par Rutherford, et Wallis joue à son concert au Shepherd's Bush Empire à Londres, qui est filmé et sort en DVD live chez Eagle Rock Entertainment.
Wallis est le batteur de Mike + The Mechanics depuis sa reformation en 2011. Il y joue aussi bien sur les albums studios que lors des concerts, y compris les tournées à guichets fermés de 2018. Il joue sur l'album de reformation du groupe, The Road (en), sorti en avril 2011, et sur son dernier album en date, Let Me Fly (2017). Il se produit à travers le Royaume-Uni, l'Allemagne et d'autres villes européennes lors des tournées Hit the Road, The Hits Tour et Let Me Fly Tour. Il est annoncé un tout nouvel album en 2019, alors que le groupe est à nouveau en tournée à travers l'Europe.

## Batterie électronique et programmation
Gary Wallis travaille également beaucoup en tant que programmeur de batterie. Dans une interview pour Roland UK, Wallis déclare sa « soif totale de batterie électronique ». Il est connu pour ses performances sur une configuration de batterie élaborée et massive comprenant à la fois des batteries acoustiques et électroniques. Wallis utilise cette configuration d'instruments au cours de son travail avec le groupe allemand Schiller, entre autres. 

## Schiller (2001–2004, depuis 2018)
Entre 2001 et 2004, Wallis effectue une tournée en Allemagne avec le groupe de musique électronique Schiller, dirigé par Christopher von Deylen. Pendant ce temps, il travaille aux côtés de nombreux artistes de premier plan, dont la célèbre chanteuse de théâtre musical Sarah Brightman et le célèbre chanteur pop allemand Peter Heppner.
Wallis joué lors du premier concert de Schiller, Voyage, le 19 septembre 2001 au Gum Club à Hambourg, en Allemagne. Wallis joue également sur le hit européen I Feel You. 
Wallis joue des percussions sur l'album Live (Er) Leben de Schiller (2004) et de la batterie et des percussions sur l'album Tag Und Nacht (jour et nuit) (pistes 2, 10, 15 et 18), sorti en 2005 par Island Records et Universal Music en Allemagne. L'album sort aussi en Russie (2005 et 2008) et aux États-Unis (2007). 
Gary Wallis contribue à la batterie sur l'album suivant de Schiller Morgenstund et accompagne Christopher von Deylen lors de satournée de concerts en 2019.

## Producteur
Avec son collègue de longue date, Toby Chapman, Wallis coproduit des titres pour des artistes tels que Paul Carrack (1996), Belinda Carlisle (1997), Rod Stewart (2000), Cher (2001), le groupe suédois Addis Black Widow (en) (2001), et Zididada (en), un groupe danois signé chez Universal Denmark (2003). 

## Directeur musical
Dans la dernière partie de sa carrière, Gary Wallis est sollicité en tant que directeur musical et batteur. Depuis  2004, Wallis participe à de nombreuses tournées à travers le monde dans ce rôle avec divers groupes et artistes solos, dont Girls Aloud, Atomic Kitten, Il Divo, Westlife (Back Home Tour) et Tom Jones.

## Philosophie de la batterie
Dans l'interview chez Roland UK avec Ben Stone, Wallis explique sa propre approche de la batterie : « Il n'y a personne que tu appellerais un vrai "batteur de chez batteur", parce que, tu sais, ce n'est pas mon truc. J'aime jouer dans un groupe et faire partie de l'équipe. J'aime regarder tous ces autres gars vraiment bons jouer des trucs fantaisistes ! » Stone questionne ensuite Wallis sur l'importance de cet aspect de jeu dans le climat musical actuel, avec tant de « cliniques de batterie » en cours. Wallis répond alors : « C'est vraiment un sujet très précaire… Pas pour moi. Cela ne fonctionne pas pour moi, parce que je n'ai jamais du tout apprécié cet aspect de la batterie. Mais, je m'émerveille vraiment et je m'y interroge et je les regarde moi-même et je pense, "wow !". Je ne sais pas dans quelle mesure cela s'applique à la musique que vous enregistrez ou aux groupes avec lesquels vous jouez. Je veux dire, c'est génial d'avoir toutes ces côtelettes et cela vous permet d'interpréter tout ce qui est dans votre esprit, ce qui est génial, mais cela n'a jamais vraiment été pour moi. Je veux dire, j'aime les batteurs de groupe comme "... " J'aime voir les groupes comme une unité cohérente et personne ne trop se démarquer. »

## Vie privée
Gary Wallis est le cousin du guitariste de Pink Fairies et ancien membre de Motörhead, Larry Wallis (en).

## Matériels
Gary Wallis joue sur des batteries de la marque Vater (Royaume-Uni) et ainsi que sur du matériel DW (Drum Workshop).

### 1987–1990, kit de tournée avec Pink Floyd
- Tama Artstar finition piano noir.

- Cymbales Zildjian.

- Batterie électronique Simmons (en).

- Percussions latines (en).

### 1994, kit de tournée avec Pink Floyd
- Kit DW Drums (Drum Workshop) en érable piqué exotique avec finition laquée.

- Cymbales Zildjian.

- Percussions latines.

- Baguettes Vater.

- Batterie électronique Dauz.

- Système de déclenchement de batterie Yamaha DTS-70 et table de mixage DMP-7.

- Échantillonneur Kurzweil K2000r.

## Discographie
- 1983, The Truth (en) : Confusion (Hits Us Everytime  ; WEA Records (batterie)
- 1985, Style Council : Our Favourite Shop ; Polydor (percussions)
- 1986, Bucks Fizz : Writing on the Wall ; Polydor (percussions)
- 1986, John Wilson (en) : The Sun Ain't Gonna Shine ; Legacy Records (batterie / percussions)
- 1987, So (en) : Horseshoe in the Glove ; EMI (percussions)
- 1989, Pink Floyd : Delicate Sound of Thunder (vidéo) ; (percussions)
- 1990, Blue Pearl : Blue Pearl (percussions)
- 1990, Pink Floyd : Knebworth - The album ; Polydor (percussions)
- 1990, Dusty Springfield : Reputation ; Parlophone (percussions)
- 1991, Heeren Stevens : Trust ; Bronze (batterie)
- 1992, Westernhagen : Jaja ; WEA Musik (percussions)
- 1993, 10cc : Alive in Japan, sorti en 2002 chez Sanctuary (batterie)
- 1995, 10cc : Mirror Mirror (batterie)
- 1995, Pink Floyd : Pulse ; EMI (percussion)
- 1995, Mike and the Mechanics : Beggar on a Beach of Gold ; Atlantic (batterie)
- 1995, Miguel Mateos (en) : Pisanlov ; Curb (ingénieur assistant)
- 1995, The Pharcyde : Labcabincalifornia ; Delicious Vinyl (ingénieur)
- 1996, Pastilla : Pastilla ; Aztlan Records (ingénieur)
- 1996, Bonnie Tyler : Free Spirit ; Atlantic (batterie / percussions)
- 1996, Mike and the Mechanics : Hits ; Virgin (batterie)
- 1996, Paul Carrack : Beautiful Wordl ; Ark 21 Records (producteur, batterie)
- 1996, Paul Carrack : Blue Views ; (producteur)
- 1996, Cameron Silver : Berlin to Babylon ; Hollywood (ingénieur, mixage)
- 1997, Belinda Carlisle : I Won't Say (I'm in Love) ; Walt Disney Records (producteur)
- 1998, Chris Farlowe : The Voice ; Intuition (batterie)
- 1998, Style Council : The Complete Adventures of the Style Council (percussions)
- 1999, Szina : Heavenly ; Stella Music (producteur / arrangeur)
- 1999, Tom Jones and the Cardigans : Burning Down the House ; Mushroom Records (producteur)
- 1999, Mike and The Mechanics : Mike and the Mechanics ; Virgin (batterie / programmation)
- 1999, Paul Thorn : Ain't Love Strange ; Ark21 (batterie)
- 2000, Addis Black Widow (en) : Goes Around Comes Around ; Instant Karma (coproducteur / mixage)
- 2001, Rod Stewart : Human ; Atlantic (arrangements de cordes)
- 2002, Sort Sol : Golden Wonder ; Mercury (producteur / programmation / mixage / arrangement)
- 2003, The Beautiful South : Gaze ; Universel (programmation)
- 2004, Schiller : Live (Er) Leben ; Universel / Island (percussions)
- 2004, Blue : Breathe Easy (mixage)
- 2004, Marianne Rosenberg : Für immer wie heute (DVD) ; SPV (batterie / percussions)
- 2004: Fire Escape : While We're Here ; Orchard (basse, chant)
- 2005, Schiller : Tag Und Nacht ; Island Records (batterie / percussions)
- 2005, Girls Aloud : Long Hot Summer ; Polydor (batterie / mixage)
- 2005, Mike and the Mechanics : Live at Shepherds Bush London (DVD) ; Eagle Rock Entertainment (batterie)
- 2006, Pink Floyd : Pulse ; Columbia (percussions)
- 2009, The Fishermen : Respect for These Knights (The Copenhagen Secret Gig) ; The Godfather Records (batterie)
- 2010, Romanzo Criminale : Romanzo Criminale ; X Note (batterie)
- 2011, Mike and the Mechanics : The Road ; Arista (batterie)
- 2017, Mike and the Mechanics : Let Me Fly ; BMG (batterie)
- 2019, Mike and the Mechanics : Out of the blue ; BMG (batterie)
- 2019, Pink Floyd : The Later Years 1987–2019 (en) ; Pink Floyd Records (percussions)